# F-Flagge
F-Flagge – Magazin für den Fernmeldering e. V. ist eine seit 1973 vierteljährlich erscheinende deutsche militärische Fachzeitschrift. Sie behandelt die Themen Führungsunterstützung, Informationstechnik, Führungsdienste, Fernmeldetruppe und Elektronische Kampfführung und deren jeweilige Geschichte. Zudem berichtet sie aus den Führungsunterstützungs- und Traditionsverbänden. Die Inhaltsverzeichnisse der Zeitschrift sind auf der Website verfügbar.
Eine Zeitschrift mit ähnlicher Thematik ist Antenne – Zeitschrift für die Führungsunterstützung der Bundeswehr.

## Geschichte
Vorgänger der Zeitschrift waren (bzw. gelten als solche):
- 1960–1972: Fernmelde-Impulse 1
- 1938–1944: Deutsche Nachrichtentruppen (die F-Flagge) 2
- 1925–1937: Die F-Flagge 3